# Дойчиновский, Кирил
Ки́рил Дойчи́новский (макед. Кирил Дојчиновски; 17 октября 1943, Скопле — 10 августа 2022) — югославский футболист, защитник, югославский и македонский тренер.

## Карьера

### В сборной
В сборной Югославии Кирил Дойчиновский дебютировал 27 октября 1968 года в отборочном матче чемпионата мира 1970 года со сборной Испании, завершившемся со счётом 0:0. В составе сборной Дойчиновский принял участие в чемпионате мира 1974 года. Последний раз за сборную Дойчиновский сыграл в товарищеском матче со сборной ФРГ 13 мая 1970 года, тот матч завершился поражением югославов со счётом 0:1. Всего же за сборную Дойчиновский сыграл 6 официальных матчей. Также Дойчиновский сыграл 3 матча за молодёжную сборную Югославии и 3 матча за вторую сборную Югославии.
| № | Дата            | Соперник  | Счёт | Голы | Турнир                    |
| 1 | 27 октября 1968 | Испания   | 0:0  | -    | Отборочный матч к ЧМ 1970 |
| 2 | 17 декабря 1968 | Бразилия  | 3:3  | -    | Товарищеский матч         |
| 3 | 19 декабря 1968 | Бразилия  | 2:3  | -    | Товарищеский матч         |
| 4 | 22 декабря 1968 | Аргентина | 1:1  | -    | Товарищеский матч         |
| 5 | 6 мая 1970      | Румыния   | 0:0  | -    | Товарищеский матч         |
| 6 | 13 мая 1970     | ФРГ       | 0:1  | -    | Товарищеский матч         |

Итого: 6 матчей; 4 ничьих, 2 поражения.

## Достижения

### Командные
«Црвена Звезда»
- Чемпион Югославии (4): 1968, 1969, 1970, 1973
- Серебряный призёр чемпионата Югославии: 1972
- Бронзовый призёр чемпионата Югославии: 1974
- Обладатель Кубка Югославии (3): 1968, 1969, 1971
- Финалист Кубка Югославии: 1973

### Тренерские
«Фирпо»
- Чемпион Сальвадора (2): 1992, 1993